# Lasioglossum fernandezis
Lasioglossum fernandezis là một loài Hymenoptera trong họ Halictidae. Loài này được Engel mô tả khoa học năm 2000.